# Chianche
Chianche es uno de los 119 municipios o comunas ("comune" en italiano) de la provincia de Avellino, en la región de Campania. Con cerca de 596 habitantes, según el censo de 2005, se extiende por una área de 6,81 km², teniendo una densidad de población de 87,52 hab/km². Linda con los municipios de Altavilla Irpina, Ceppaloni, Petruro Irpino, San Nicola Manfredi, y Sant'Angelo a Cupolo

## Demografía
| Gráfica de evolución demográfica de Chianche entre 1861 y 2001 |
|                                                                |
| Fuente ISTAT - elaboración gráfica de Wikipedia                |

- Datos: Q55028
- Multimedia: Chianche / Q55028

1. ↑  Worldpostalcodes.org, código postal n.º 83010.
2. ↑  «Codici Catastali». Comuni-italiani.it (en italiano). Consultado el 29 de abril de 2017.